# Нечаев, Владимир Александрович
Влади́мир Алекса́ндрович Неча́ев (28 июля 1908, Ново-Малиново, Тульская губерния, Российская империя — 11 апреля 1969, Москва, СССР) — советский певец, лирический тенор. Заслуженный артист РСФСР (1959). В 1944—1969 годах выступал в дуэте с Владимиром Бунчиковым.

## Биография

### Ранние годы и семья
Владимир Нечаев родился 15 (28) июля 1908 года в селе Ново-Малиново Новосильского уезда Тульской губернии (ныне деревня Новомалиново, входит в Парамоновское сельское поселение Корсаковского района Орловской области) в зажиточной семье Александра Николаевича Нечаева (1870—1939). Мать Владимира, Анна Георгиевна, умерла в 1919 году от туберкулёза. После её смерти отец певца женился во второй раз. Семья Нечаевых владела мельницей, лесными угодьями, постоялым двором и обширным садом. Ещё будучи мальчиком, Володя был приглашён петь в церковном хоре сельского прихода. Вместе с сестрой Маргаритой и соседями устраивали концерты, ставили спектакли. В 1926 году Владимир перебрался в Московскую губернию, работал сезонным рабочим при конном заводе Московского земельного отдела на станции Щербинка Московско-Курской железной дороги. В 1927 году поступил чернорабочим на строительство здания Центрального телеграфа. В этом же году к нему переехала вся семья — отец с братом и тремя сёстрами, мачеха, братья Николай и Виктор, сестра Маргарита. Семья выбрала для проживания хутор Сорбек вблизи деревни Быковка недалеко от Щербинки.
Старшая сестра Маргарита, с которой они были вдохновителями и организаторами деревенского театра, впоследствии стала певицей и педагогом по вокалу. Маргарита Александровна Нечаева родилась 17 февраля 1906 года в Ново-Малиново. В 1924 году окончила общеобразовательную школу в г. Новосиле, а в 1930 — музыкальный техникум имени А. Н. Скрябина в Москве. С 1937 по 1941 год служила в Большом театре, исполняла партии сопрано, в частности, Джильды и Снегурочки. Сохранились записи её выступлений. Скончалась в возрасте 86 лет.

### Творчество
Нечаев занимался в Оперно-драматической студии имени К. С. Станиславского у А. В. Неждановой и М. И. Сахарова. В 1932—1935 годах служит в Московском центральном театре рабочей молодёжи. 
С 1942 года Нечаев становится солистом Всесоюзного радио и первым исполнителем песен популярнейших композиторов, в том числе «Осенние листья», «Сормовская лирическая», «Зажглась заря вечерняя», «Костры горят далёкие», «Мы с тобою не дружили», «Вьётся вдаль тропа лесная» Б. А. Мокроусова, «Где ж ты, мой сад», «Матросские ночи», «Услышь меня, хорошая» В. П. Соловьёва-Седого, «Моя любимая» М. И. Блантера, «Далеко-далеко» Г. Н. Носова, «Сирень-черёмуха», «Ленинские горы» Ю. С. Милютина и других.
Многие песни с 1944 года Нечаев исполнял в дуэте с Владимиром Бунчиковым, с которым их называли «вокальными братьями». Началом совместной 25-летней работы стала песня В. Соловьёва-Седого и А. Чуркина «Вечер на рейде» («Уходим завтра в море»). В репертуаре певцов были такие известные песни, как «Давно мы дома не были», «На солнечной поляночке», «Заздравная», «Звёздочка», «Азовская партизанская», «Мы — люди большого полёта» и другие. Дуэт имел огромную популярность, много гастролировал.

Владимир Бунчиков вспоминал: 

Я познакомился с Володей Нечаевым в 1942 году на радио. Передо мной стоял худенький молодой человек, очень приветливый. Он только совсем недавно вернулся с фронта, где был с концертной бригадой радио, — выступал с русскими песнями под аккомпанемент баянистов. Мог ли я тогда предположить, что нас с ним свяжет двадцатипятилетняя дружба? Пожалуй, мало найдётся на карте Советского Союза городов, где бы мы не пели. Мы выступали не только в крупных городах, но и в сёлах, шахтах, госпиталях, на пограничных заставах. Володя Нечаев был человеком большим, широкой души, необыкновенно добрым, человеком разнообразных интересов и очень остроумным. К нему тянулись люди, около него было всегда тепло, никогда на было скучно.
Голос Нечаева — мягкий лирический тенор небольшой силы и диапазона, но очень приятный по тембру. Несмотря на отсутствие серьёзного вокального образования и имевшиеся недостатки голосоведения, Нечаев интересен за счёт большой врождённой музыкальности, сценического обаяния, чуткости к материалу песни. Благодаря этим качествам Нечаев сумел исполнить очень большое количество песен, различных по поэтической направленности и настроению. В отличие от Бунчикова, который необычайно эффектно и бравурно пел марши, Нечаев исполнял главным образом лирические песни с нежными мелодиями и мягкими голосовыми переходами, с большой душевной теплотой, а также с определённым юмором или лукавством.

### Смерть
5 апреля 1969 года в Колонном зале Дома Союзов состоялся концерт, посвящённый 25-летию совместной творческой деятельности Нечаева и Бунчикова. Бунчиков вспоминал, что Нечаев все заботы по организации этого юбилейного вечера взвалил на себя. Это, скорее всего, и привело к тому, что его сердце не выдержало. 8 апреля на другом концерте в ЦДРИ он пел уже с микроинфарктом. Это выяснилось позже, после его смерти. Утром 11 апреля Нечаев вышел на прогулку на набережную возле дома на Кутузовском проспекте, где жил последние годы (он каждое утро выходил подышать воздухом и делал зарядку). В подъезде ему внезапно стало плохо, он упал. Приехавшая скорая доставила Нечаева в реанимацию, где он скончался. Причиной смерти стал обширный инфаркт, разрыв аорты. Похоронен в Москве на Головинском кладбище (20 участок).